# Made in Iron
Made In Iron je hrvatski tribute sastav Iron Maidena. Djeluje od 21. travnja 2007. godine.
Tijekom niza godina proba i koncerata zahvaljujući Vici, Ivanu i Luki, dugogodišnji svirači gitare, svirački i aranžmanski je Made in Iron postigao zvuk skoro identičan onome Iron Maidena. Tome j epridonijela nevjerojatna svirka bubnjarice Ivane Čović. Luka Brodarić čini drugi dio ritam sekcije. Brodarić je klasična obrazovanja i prirodna talenta pa vjerodostojno svira sve vrlo zahtjevne dionice Stevea Harrisa. Glazbeni dar je obiteljska baština, jer su mu otac i stric Brodarić članovi legendarnog splitskog Metka, a mati Brankica dugogodišnji prateći vokal Gibonniju. Dino Jelusić upotpunjuje sliku, jer je jedan od najboljih mladih pjevača u Hrvatskoj (a i šire), koji je pobijedio na prestižnim pjevačkim natjecanjima i član je i popularnog američkog benda Trans-Siberian Orchestra s kojima je odradio velike turneje po Americ. Postava se do kraja formirala 2012. godine. Ostvarili su energične nastupe i vjerno predstavili Iron Maiden te su rasprodali karte za kultne klubove u Hrvatskoj (Močvara/ Hard Place/ Vintage (Zagreb), Kocka (Split)) i susjednim zemljama.
Na koncertu u Vintage Industrial Baru 21. travnja 2017. na 10. obljetnicu osnutka sastava snimao se je i službeni DVD uživo sa 7 kamera.

## Članovi
Članovi su:
- Dino Jelusić  (Trans-Siberian Orchestra, Animal Drive) – pjevač
- Vicko Franić  (Harpoon Blues Band, Floydian Split) – gitara
- Ivan Tomaš  (Electric Chair, Kriza) – gitara
- Luka Tomić  (Zoran Mišić, Ultimatum, Innergate) – gitara
- Luka Brodarić  (Trio Brodarić, HNK Split, NOA) – bas gitara
- Ivana Čović  (Kriza, In Roots) – bubnjevi